# 紫藤路站
紫藤路站位于上海市闵行区吴中路紫藤路，为上海轨道交通10号线支线的地下车站。于2010年4月10日启用。

## 楼层分布
| 地面层   | 出入口             | 1-3出入口                        |  |  |
| 地下一层 | 站厅               | 票务服务、自动售票机、人工服务台 |  |  |
| 地下二层 |                    | █ 10号线 往航中路（终点站）      |  |  |
|          | 岛式站台，左侧开门 |                                  |  |  |
|          |                    | █ 10号线 往基隆路（龙柏新村）    |  |  |

## 出入口
紫藤路站共设有3个出入口，另车站站厅及2号出入口附近共有2个地下连通道通向毗邻的上海万象城，各出入口如下所示：
| 出口编号            | 出口指示           | 照片 |
| ------------------- | ------------------ | ---- |
| 1 · 出口            | 紫藤路，吴中路     |      |
| 2 · 出口 · （设有） | 吴中路，上海万象城 |      |
| 3 · 出口            | 外环路，吴中路     |      |
| 图例： 设有         |                    |      |

## 周邊
- 上海万象城（The Mixc）
- 上海地铁博物馆
- 闵行文化公园